# Tyler Hamilton
Tyler Hamilton (* 1. März 1971 in Marblehead, Massachusetts) ist ein ehemaliger US-amerikanischer Profi-Radrennfahrer. Er machte sich einen Namen als Edelhelfer von Lance Armstrong bei der Tour de France. Von 1999 bis 2001 half er ihm bei dessen ersten drei – im Nachhinein aberkannten – Tour-de-France-Erfolgen. 2003 errang er mit dem Sieg beim Klassiker Lüttich–Bastogne–Lüttich seinen größten individuellen Erfolg.

## Werdegang

### Anfänge und Erfolge
Hamilton war als Skifahrer für die Universität in Boulder aktiv, bis er sich 1991 zwei Wirbel brach. Nach der Rehabilitation widmete er sich dem Radsport.
2002 wechselte Hamilton für zwei Jahre zum dänischen Team CSC, das von dem ehemaligen Tour-Gewinner Bjarne Riis geleitet wurde. Hier entwickelte er sich zu einem Klassement-Fahrer, der bei den großen Etappenrennen sehr erfolgreich war. So wurde er trotz eines angerissenen Schulterblatts Zweiter beim Giro d’Italia 2002.

Im Jahr darauf gewann er zunächst die Tour de Romandie, um dann bei der Tour de France 2003 sein Meisterstück abzuliefern und für Aufsehen zu sorgen: Bei einem Massensturz auf der ersten Etappe zog sich Hamilton erneut einen Haarriss zu, diesmal am Schlüsselbein, und gewann trotzdem nicht nur die 16. Etappe, sondern wurde sogar Vierter im Gesamtklassement.
Aufgrund dieser starken Leistung wurde die Verletzung zunächst angezweifelt. Allerdings zeigte hierauf sein Teamchef Bjarne Riis Pressefotografen Röntgenbilder, welche die entsprechende Verletzung belegen sollten.
2004 wechselte Hamilton zum Schweizer Team Phonak Hearing Systems. Er galt als einer der Favoriten für die Tour de France 2004, nachdem er in der Vorbereitung erneut die Tour de Romandie gewonnen und die Dauphiné Libéré als Zweiter hinter Iban Mayo und vor Lance Armstrong abgeschlossen hatte.
Da er während der ersten Etappen der Tour de France 2004 in einem Massensturz erneut Rückenblessuren erlitt, musste er diese Rundfahrt frühzeitig aufgeben.

### Doping und Karriereende
Bei den Olympischen Sommerspielen 2004 in Athen errang Hamilton die Goldmedaille im Einzelzeitfahren. Nach diesem Sieg wurde er positiv auf Blutdoping mit Fremdblut getestet, jedoch konnte die B-Probe aufgrund fehlerhafter Lagerung nicht gegengeprüft werden. So durfte er seine Goldmedaille behalten.
Die Klage des zweitplatzierten Russen Wjatscheslaw Jekimow wurde Ende Juni 2006 aus formalen Gründen vom Internationalen Sportgerichtshof (CAS) abgewiesen. „Die Klage hätte nur durch das IOC oder den Weltverband UCI eingereicht werden dürfen, hieß es in der CAS-Begründung.“ Hamilton behielt zunächst seine Goldmedaille.
Einige Wochen später wurde Tyler Hamilton nach seinem Sieg bei der achten Etappe der Vuelta a España 2004 (Einzelzeitfahren) am 11. September erneut positiv auf Fremdblutdoping getestet. Er selbst stritt dies ab und äußerte Zweifel an der angewendeten neuen Testmethode. Aufgrund des Dopingverdachts kündigte sein damaliges Team Phonak.

Am 19. April 2005 wurde Hamilton aufgrund dieses Dopingbefundes von der United States Anti-Doping Agency (USADA) für 24 Monate gesperrt. Hamiltons Einspruch gegen diese Entscheidung vor dem Internationalen Sportgerichtshof wurde zurückgewiesen. Nach Angaben der New York Times behauptete Hamilton, „Das Blut stamme jedoch nicht von einer fremden Person, sondern von einem so genannten vanishing twin“, einem ‚verschwundenen Zwilling‘. Dieser Zwilling sei in einem frühen prenatalen Stadium gestorben und dessen Blutzellen seien von Tyler Hamilton resorbiert worden. In Hamiltons Körper hätten diese Zellen Blut produziert, das nicht zu Hamilton gepasst hätte. Später gestand Hamilton, dass dies nichts weiter als „eine besonders dreiste Lüge“ gewesen sei. Nach Ablauf der Dopingsperre wollte Hamilton wieder Radrennen fahren. Geplant war seine Teilnahme bei den Straßen-Weltmeisterschaften in Salzburg im September 2006, jedoch wurde er nicht vom US-Radsportverband nominiert.
Im August 2006 wurden Aufzeichnungen von ihm bei dem spanischen Arzt Eufemiano Fuentes gefunden, die belegen, dass er bereits vor dem Olympiasieg Wachstumshormone, Testosteron, das Blutdopingmittel EPO und Insulin einnahm. Die Kopenhagener Zeitung „Politiken“ berichtete unter Berufung auf die spanischen Unterlagen, dass aus Hamiltons „Doping-Tagebuch“ hervorgehe, dass der US-Profi an 114 von etwa 200 Tagen der Saison 2003 gedopt hatte. In dem Zeitungsbericht hieß es, die in dem Tagebuch aufgeführten Doping-Aktivitäten seien so umfassend, dass ein ganzes Team von Helfern beteiligt gewesen sein müsse. Den Unterlagen soll auch eine Rechnung von Fuentes über 54.060 Dollar beiliegen, die Hamiltons Gattin Haven Parchinski für Doping-Präparate bezahlt haben soll.
2007 unterschrieb Hamilton einen Vertrag beim Team Tinkoff Credit Systems, wurde aber Ende April 2007 wieder suspendiert. Von der Saison 2008 bis April 2009 fuhr er für das Team Rock Racing. Mitte Juli konnte er seinen ersten Erfolg für dieses Team feiern: er gewann eine Etappe der Tour of Qinghai Lake. Darüber hinaus entschied er auch die Gesamtwertung der Rundfahrt für sich. Im August konnte er mit dem Sieg bei der amerikanischen Straßenmeisterschaft einen noch größeren Erfolg verbuchen.

Im April 2009 wurde er erneut des Dopings überführt und für acht Jahre gesperrt. Daraufhin erklärte er seine aktive Karriere für beendet.
Im Mai 2011 gestand er in einem amerikanischen TV-Interview langjähriges Doping. Dabei äußerte er auch schwere Doping-Anschuldigungen gegen Lance Armstrong. Armstrong habe bei der Tour de France 1999, 2000 und 2001 das Blutdopingmittel EPO verwendet. „Ich sah EPO in seinem Kühlschrank. Ich sah mehr als einmal, wie er es sich gespritzt hat“, erklärte Hamilton. Im Zuge seiner Beichte gab er auch seine 2004 im Olympischen Zeitfahren gewonnene Goldmedaille zurück (siehe Liste der aberkannten olympischen Medaillen).
Die Beschuldigungen gegen Armstrong und sein Team wiederholte er in seinem Buch The Secret Race: Inside the Hidden World of the Tour de France: Doping, Cover-ups, and Winning at All Costs. Hamilton war einer der Kronzeugen gegen Armstrong im Dopingverfahren der USADA. Er belastete auch Bjarne Riis, der in den Jahren 2002 und 2003 sein Teammanager beim Team CSC war. Riis habe ihn mit dem mittlerweile durch den Dopingskandal Fuentes bekannt gewordenen spanischen Mediziner Eufemiano Fuentes zusammengebracht und von dessen Dopingprogramm gewusst.
Im August 2012 beschloss das Internationale Olympische Komitee (IOC), Tyler Hamilton den Olympiasieg im Zeitfahren von Athen 2004 offiziell abzuerkennen, nachdem Hamilton als Kronzeuge in den Dopingermittlungen gegen Lance Armstrong selbst Doping gestand und gegenüber dem IOC erklärte, dass er seine Goldmedaille zurückgeben wolle. Nach seiner aktiven Karriere wurde er Leiter der Finanzkommunikation bei der Black Swift Group in Missoula.

## Erfolge
1996
- Gesamtwertung und eine Etappe Teleflex Tour

1999
- Gesamtwertung und eine Etappe Dänemark-Rundfahrt

2000
- Gesamtwertung und zwei Etappen Dauphiné Libéré
- eine Etappe Niederlande-Rundfahrt

2002
- eine Etappe Giro d’Italia

2003
- Lüttich–Bastogne–Lüttich
- Gesamtwertung und eine Etappe Tour de Romandie
- eine Etappe Tour de France

2004
- Gesamtwertung und eine Etappe Tour de Romandie
- eine Etappe Vuelta a España

2008
- Gesamtwertung und eine Etappe Tour of Qinghai Lake
- US-amerikanischer Meister – Straßenrennen

## Grand Tours-Platzierungen
| Grand Tour            | 1997 | 1998 | 1999 | 2000 | 2001 | 2002 | 2003 | 2004 |
| --------------------- | ---- | ---- | ---- | ---- | ---- | ---- | ---- | ---- |
| Giro d’ItaliaGiro     | –    | –    | –    | –    | –    | 2    | –    | –    |
| Tour de FranceTour    | 69   | 51   | 13   | 25   | 95   | 15   | 4    | DNF  |
| Vuelta a EspañaVuelta | –    | –    | –    | –    | –    | –    | –    | DNF  |

## Soziales Engagement
Hamilton gründete 2004 die „Tyler Hamilton Foundation“. Ziel der Foundation war die Unterstützung von Menschen mit Multipler Sklerose.

## Veröffentlichungen
- Tyler Hamilton, Daniel Coyle: The Secret Race: Inside the Hidden World of the Tour de France: Doping, Cover-ups, and Winning at All Costs. Bantam, New York 2012, ISBN 978-0-345-53041-7 (englisch).